# 趙汝漢
趙汝漢（1902年—1976年），  字子良，山東鉅野人， 1902年（清光緒二十八年）生，畢業於軍校高級班第九期。歷任第七十四軍輜重團團長，行憲國民大會代表。 後去臺灣，續任"國大代表"。並任花蓮第四分區補給區司令， 1976年去世，終年74歲。